# Communauté de communes du Val d’Égray
Die Communauté de communes du Val d’Égray ist ein ehemaliger französischer Gemeindeverband mit der Rechtsform einer Communauté de communes im Département Deux-Sèvres in der Region Nouvelle-Aquitaine. Sie wurde am 18. Mai 1993 gegründet und umfasste acht Gemeinden. Der Verwaltungssitz befand sich im Ort Champdeniers-Saint-Denis.

## Historische Entwicklung
Mit Wirkung vom 1. Januar 2017 fusionierte der Gemeindeverband mit
- Communauté de communes Gâtine-Autize sowie
- Communauté de communes du Pays Sud Gâtine

und bildete so die Nachfolgeorganisation Communauté de communes Val de Gâtine.

## Ehemalige Mitgliedsgemeinden
1. Champdeniers-Saint-Denis
2. La Chapelle-Bâton
3. Cours
4. Pamplie
5. Saint-Christophe-sur-Roc
6. Sainte-Ouenne
7. Surin
8. Xaintray